# 大龍達訥峰
61°53′30″N 9°51′43″E / 61.89167°N 9.86194°E

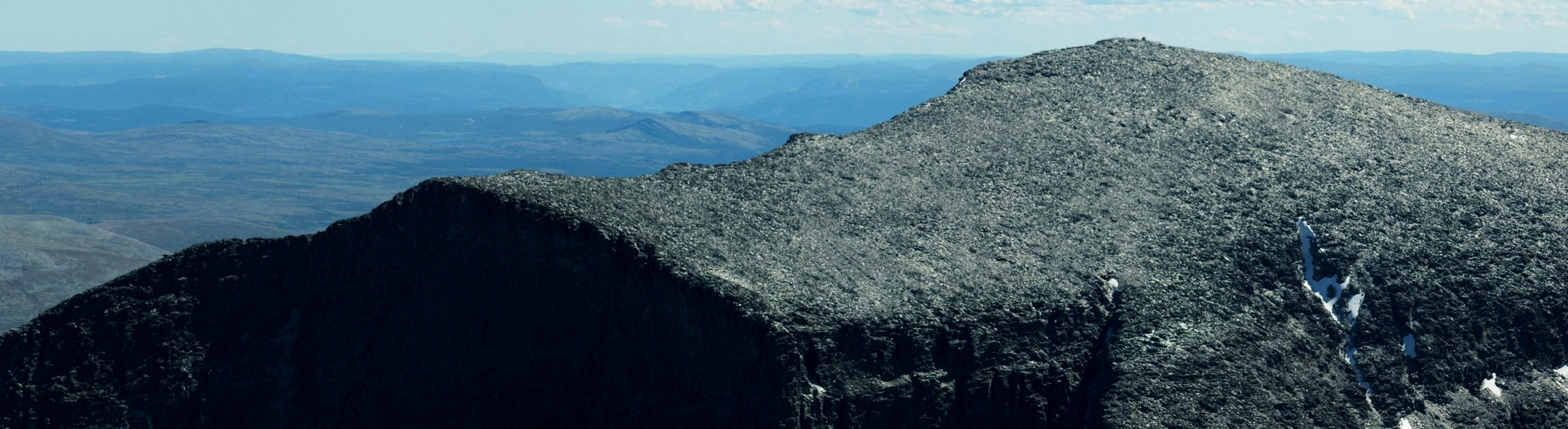

大龍達訥峰是挪威的山峰，位於該國東南部內陸郡，處於塞爾，距離首都奧斯陸220公里，屬於龍達訥山脈的一部分，海拔高度2,138米。